# Avskild för min Herres räkning
Avskild för min Herres räkning är en psalm diktad av Emil Gustafson, signerad E. G—n. Den trycktes första gången i Hjärtesånger 1892. Psalmen har tre 8-radiga verser med en refräng som lyder:
Dyre Mästare, bevara
Mig så varm, så varm i dig,
Att jag över allt må sprida
Kristi vällukt omkring mig!
Till texten fogade Gustafson bibelordet Du skall afskilja Leviterna, att de må höra mig till ur Fjärde Moseboken 8.
Noter till melodin finns publicerade i musikupplagan av Hjärtesånger 1895 enligt Oscar Lövgrens Psalm- och sånglexikon 1961.

## Publicerad i
- Hjärtesånger 1895 som nr 107 under rubriken Den helige Ande och helgelse med titeln "Afskild".
- Samlingstoner 1919, som nr 161 under rubriken "Helgelsesånger"